# Amorphoscelis tuberculata
Amorphoscelis tuberculata är en bönsyrseart som beskrevs av Roger Roy 1963. Amorphoscelis tuberculata ingår i släktet Amorphoscelis och familjen Amorphoscelidae. Inga underarter finns listade i Catalogue of Life.